# Gyrophaena hanseni
Gyrophaena hanseni är en skalbaggsart som beskrevs av Embrik Strand 1946. Gyrophaena hanseni ingår i släktet Gyrophaena, och familjen kortvingar. Arten har ej påträffats i Sverige.